# Max Salvadori
Max Salvadori, eigentlich Massimo Salvadori Paleotti, auch bekannt als Max William Salvadori Paleotti (* 16. Juni 1908 in London; † 6. August 1992 in Northampton (Massachusetts)), war ein italienischer Historiker und Antifaschist, Bruder von Joyce Lussu und Schwager von Emilio Lussu.

## Leben
Der 1908 in London geborene Max Salvadori war der einzige Sohn und das zweitälteste der drei Kinder des Grafen Guglielmo Salvadori Paleotti und der Giacinta Galletti de Cadilhac. Der Vater Guglielmo war Sohn des Grafen Salvadori Paleotti von Fermo und seiner Cousine Adele Emiliani. Die Mutter Giacinta Galletti war Tochter des garibaldinischen Leutnants Arturo Galletti de Cadilhac und Enkel des garibaldinischen Generals Bartolomeo Galletti, der sich wie Arturo 1849 an der Verteidigung der Römischen Republik beteiligte, und der Schriftstellerin Margaret Collier, die dem englischen Adel entstammte.
Max’ Vater, ein Liberaler mit sehr guten Verbindungen zu angelsächsischen Intellektuellen und Politikern, war 1906 von Porto San Giorgio nach Florenz umgezogen, um dort am Istituto di Studi Superiori zu unterrichten. 1921 hatte er sich ohne Erfolg für die politischen Wahlen aufgestellt.
Am 24. Mai 1923 erlitt Max als Schüler der fünften Klasse des Gymnasiums einen ersten Angriff vonseiten faschistischer Mitschüler. Im Folgejahr, am 1. April 1924, als Guglielmo Salvadori wegen seiner Zusammenarbeit mit einigen englischen Wochenzeitungen wie dem New Statesman und der Westminster Gazette, in denen kritische Artikel über das faschistische Regime erschienen waren, vor dem sede del fascio von circa 30 Squadristen attackiert wurde, kam ihm sein antifaschistischer Sohn zur Hilfe und zog sich dabei Verletzungen zu.
Im März 1925 beschloss Guglielmo Salvadori indessen, mit der Familie in die Schweiz umzuziehen, ins 30 km von Lausanne entfernte Begnins, wo er in einer Art Auto-Exil bis September 1934 blieb. Max verlebte auf diese Weise seine Jugendjahre zwischen Italien und dem Ausland, in kosmopolitischen Gesellschaften, und genoss eine nichtformale Ausbildung, die von den kulturellen Interessen der Familie bestimmt war. Nachdem er durch die Erziehung seiner Eltern schon perfekt zweisprachig in Italienisch und Englisch gewesen war, verbesserte er während der Schweizer Jahre auch seine Deutsch- und Französischkenntnisse.
Nachdem er im März 1925 sein Studium in Genf erfolgreich abgeschlossen hatte, trat er der antifaschistischen Bewegung Giustizia e Libertà bei und kehrte nach Italien zurück, wo er ein zweites universitäres Studium an der Universität La Sapienza in Rom absolvierte, während er im Geheimen für die Verbreitung der antifaschistischen Untergrundspresse arbeitete und im Kontakt mit der römischen Gruppe von Giustizia e Libertà stand.
1932 wurde er gemeinsam mit circa 40 Gefährten verhaftet und nach monatelanger Haft im Regina-Coeli-Gefängnis in Rom auf die Insel Ponza in die Verbannung geschickt. Mit Salvadori wurden acht weitere Militanten von Giustizia e Libertà nach Ponza deportiert, für eine Dauer von 3 bis 5 Jahren. Im Jahre 1933, 10 Jahre nach dem Marsch auf Rom kamen alle neun durch eine Amnestie (amnistia del decennale) wieder frei.
Da er neben der italienischen auch die britische Staatsangehörigkeit besaß, reiste er nach der Entlassung aus Ponza erneut über die Schweiz nach England und von dort weiter nach Kenia.
Als Offizier des britischen Heeres beteiligte er sich 1943 an den Landungen der Alliierten in Sizilien, und in Salerno und bei Anzio mit dem Auftrag, den Widerstand gegen das Regime Mussolinis zu organisieren. Salvadori hatte eine Rolle ersten Rangs bei der Reorganisation der „politischen“ Aktivitäten der N. 1 Special Force (Special Operations Executive) in Italien und bei dem Versuch, deren Aktivitäten mit denen des Partito d’Azione zu koordinieren.
Von 1945 bis 1973 lehrte er Geschichte und Politik im Smith College in Northampton (Massachusetts), unterbrochen durch einige Aufträge in der UNESCO in Paris und in der NATO.
Zu seinen wichtigsten Werken gehören The Rise of Modern Communism aus dem Jahr 1952, American Capitalism von 1954 und The Liberal Heresy von 1977.
Grundlegend sind auch seine Bücher über die Jahre vom Aufkommen des Faschismus bis 1945 in Italien, denen er als Protagonist und Beobachter in privilegierter Position beiwohnte: Resistenza ed azione: ricordi di un liberale („Resistenza und Aktion: Erinnerungen eines Liberalen“) von 1951; Storia della Resistenza italiana („Geschichte der italienischen Widerstandsbewegung“) von 1955, mit einem Vorwort von Riccardo Bauer, und La Resistenza nell’Anconetano e nel Piceno („Die Resistenza in der Gegend um Ancona und Ascoli Piceno“) von 1962.
1992, wenige Monate vor seinem Tod, wurde in Fermo, seiner Heimatstadt und dem Ort seines einstigen Zwangsaufenthalts, eine Tagung über seine Person abgehalten, die von der Società operaia di mutuo soccorso („Arbeitergesellschaft der gegenseitigen Unterstützung“) von Porto San Giorgio organisiert wurde.
Max Salvadoris jüngere Schwester Gioconda Beatrice, besser bekannt unter dem Namen Joyce Lussu, war eine bekannte Schriftstellerin und Dichterin sowie Partisanin an der Seite ihres Ehemanns Emilio Lussu; später war sie politische Wortführerin des Partito d’Azione und des Partito Socialista Italiano und setzte sich auch für die Befreiung der Kolonien ein.